# Пріпічень-Куркі
Пріпічень-Куркі (рум. Pripiceni-Curchi) — село у Резинському районі Молдови. Входить до складу комуни, адміністративним центром якої є село Пріпічень-Резеші.

## Населення
За даними перепису населення 2004 року у селі проживали 333 особи.
Національний склад населення села:
| Національність       | Кількість осіб | Відсоток |
| -------------------- | -------------- | -------- |
| молдавани            | 328            | 98,5%    |
| росіяни              | 3              | 0,9%     |
| українці             | 1              | 0,3%     |
| інша / без відповіді | 1              | 0,3%     |
| Всього               | 333            | 100%     |